# Орандж (округ, Північна Кароліна)
Шаблон:StateAbbr_ 36°04′ пн. ш. 79°07′ зх. д. / 36.06° пн. ш. 79.12° зх. д.
Округ  О́рандж (англ. Orange County) — округ (графство) у штаті  Північна Кароліна, США. Ідентифікатор округу 37135.

## Історія
Округ утворений 1752 року.

## Демографія
За даними перепису 
2000 року 
загальне населення округу становило 118227 осіб, зокрема міського населення було 80110, а сільського — 38117.
Серед мешканців округу чоловіків було 56038, а жінок — 62189. В окрузі було 45863 домогосподарства, 26126 родин, які мешкали в 49289 будинках.
Середній розмір родини становив 2,95.
Віковий розподіл населення поданий у таблиці:
| Стать    | До 15 років | 15-21 | 22-29 | 30-39 | 40-49 | 50-65 | 65-85 | Понад 85 |
| -------- | ----------- | ----- | ----- | ----- | ----- | ----- | ----- | -------- |
| Чоловіки | 10258       | 8984  | 8549  | 8359  | 8469  | 7432  | 3708  | 279      |
| Жінки    | 9796        | 12118 | 8713  | 8378  | 9356  | 7884  | 5049  | 895      |

## Суміжні округи
- Персон — північний схід
- Дарем — схід
- Четем — південь
- Аламанс — захід
- Касвелл — північний захід

## Виноски
1. ↑  U.S. Decennial Census. United States Census Bureau. Архів оригіналу за 26 квітня 2015. Процитовано 18 січня 2015.
2. ↑  Historical Census Browser. University of Virginia Library. Архів оригіналу за 11 серпня 2012. Процитовано 18 січня 2015.
3. ↑  Forstall, Richard L., ред. (27 березня 1995). Population of Counties by Decennial Census: 1900 to 1990. United States Census Bureau. Процитовано 18 січня 2015.
4. ↑  Census 2000 PHC-T-4. Ranking Tables for Counties: 1990 and 2000 (PDF). United States Census Bureau. 2 квітня 2001. Процитовано 18 січня 2015.
5. ↑  State & County QuickFacts. United States Census Bureau. Архів оригіналу за 7 червня 2011. Процитовано 27 жовтня 2013.(англ.) Наведено за англійською вікіпедією.
6. ↑  American FactFinder. Бюро перепису населення США. Архів оригіналу за 26 лютого 2012. Процитовано 31 січня 2008.

| США | Це незавершена стаття з географії США. Ви можете допомогти проєкту, виправивши або дописавши її. |